# Seppo Tiitinen

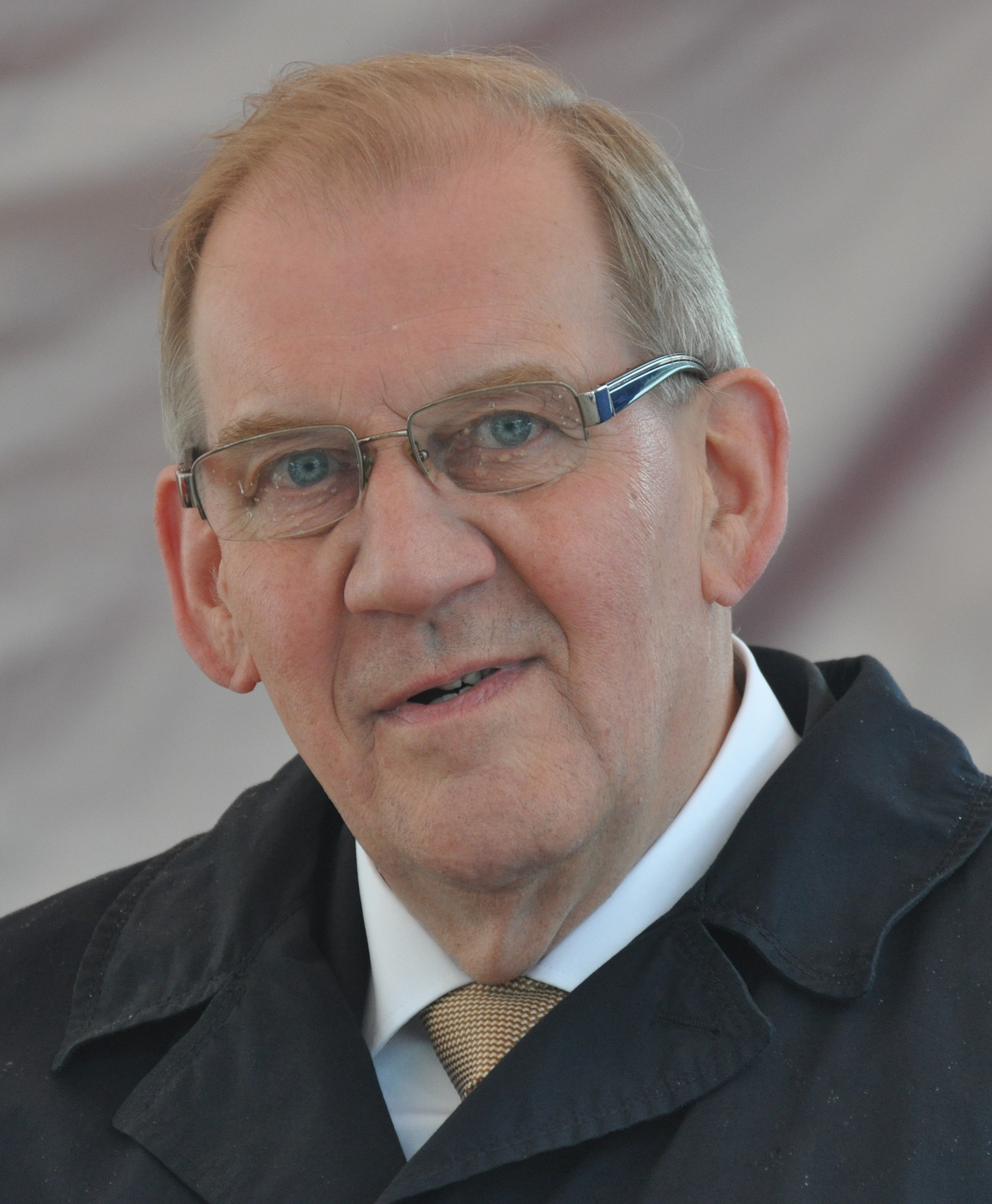
Seppo Tiitinen (2013)

Seppo Kalervo Tiitinen, född 15 december 1947 i Leppävirta, är en finländsk ämbetsman.
Seppo Tiitinen växte upp i en jordbrukarfamilj i Savolax, tog studentexamen i Varkaus, juristexamen vid Helsingfors universitet 1969 och blev vice häradshövding 1976. Han arbetade från 1969 på utbildningsministeriet samt skolstyrelsen och från 1972 i Finlands riksdag, bland annat som sekreterare i utbildnings- och kulturutskottet 1972–1975 och i grundlags- och utrikesutskotten 1977–1978. Han var polisråd och chef för Skyddspolisen 1978–1990 och därefter åter anställd av riksdagen. Han är sedan 1992 riksdagens generalsekreterare.
År 2012 utnämndes han till hedersdoktor vid Lapplands universitet.
Seppo Tiitinen är operaintresserad och var ledamot i styrelsen för Finlands nationalopera 1996–2007, från 2004 som styrelsens ordförande.

## Utmärkelser
- Storriddare med stjärna av Isländska falkorden,  11 april 1984[2]
- Riddartecknet av I klass av Finlands Vita Ros’ orden,  6 december 1987[3]
- Kommendör med stjärna av Norska förtjänstorden,  1 juli 1993[4]
- Kommendörstecknet av Finlands Lejons orden,  6 december 1994[5]
- Vita stjärnans orden, andra klass,  16 maj 1995[6]
- Storofficer av Portugals förtjänstorden,  24 oktober 2002[7]
- Kommendörstecknet av I klass av Finlands Vita Ros’ orden,  6 december 2014[5]
- Riddare av första klass av Sankt Olavs orden[8]
- Gorkha Dakshina Bahu-orden[8]
- Kommendör av Civiltjänstorden[8]
- Självständighetsorden (Jordanien)[8]
- Kommendör av 1. klass av Nordstjärneorden[9]
- Polisens förtjänstkors[8]
- Storofficer av Kronorden[9]
- Gränsbevakningsväsendets förtjänstkors[8]
- Uppgående solens orden, tredje klass[8]
- Stora hederstecknet i silver av Österrikiska republikens förtjänstorden[8]
- Kommendör av Nationalförtjänstorden[8]
- Förbundsrepubliken Tysklands förtjänstorden - stora kommendörskorset[8]
- Jugoslaviska Fanans orden med guldstjärna på halsband[8]
- Kommendör av Nordstjärneorden[8]
- Ryttaren i Madara-orden[8]
- Storkommendör av Ärans orden[9]
- Kommendör av Oranien-Nassauorden[8]

[Redigera Wikidata]